# Nahas Angula

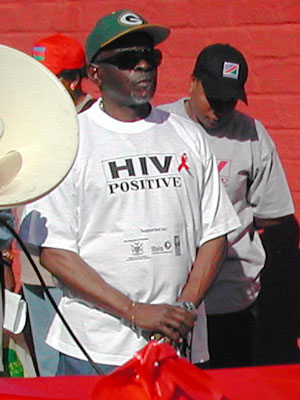
Nahas Angula (2005)

Nahas Gideon Angula (* 22. August 1943 in Onyaanya, Südwestafrika) ist ein namibischer SWAPO-Politiker. Nahas Angula war vom 21. März 2005 bis zum 4. Dezember 2012 Premierminister von Namibia. Danach war er bis März 2015 Verteidigungsminister.

## Leben
Nahas Angula wuchs im Ovamboland auf und wurde 1967 Mitglied der Südwestafrikanischen Volksorganisation (SWAPO). Von 1969 bis 1972 studierte er Politikwissenschaften an der Universität von Sambia, danach bis 1978 an der Columbia University in New York. Von 1976 bis 1980 war er bei den Vereinten Nationen in New York beschäftigt. 1990 wurde Nahas Angula Mitglied der Nationalversammlung und wirkte für 15 Jahre als Namibias Bildungsminister. 
2004 kandidierte er für den Parteivorsitz der SWAPO und erhielt somit die Möglichkeit als Präsidentschaftskandidat anzutreten. Er verlor jedoch gegen den zweiten Staatspräsidenten Namibias, Hifikepunye Pohamba.

## Auszeichnungen
- 2010: „Medaille für hervorragende Leistungen“, Columbia-Universität, New York[1]

## Veröffentlichungen (Auswahl)
- 1990: The national integrated education system for emergent Namibia, SWAPO, Windhoek
- 1999: Exploring the complexities of education (mit Conrad Wesley Snyder), Gamsberg Macmillan, Windhoek
- 2000: The African origin of civilisation and the destiny of Africa, Gamsberg Macmillan, Windhoek